# Horváth Mihály (történész)
Horváth Mihály Imre (Szentes, 1809. október 20. – Karlsbad, 1878. augusztus 19.), magyar történész, katolikus címzetes püspök Csanádon 1848-tól 1849-ig. 1877-től 1878-ig a Magyar Történelmi Társulat elnöke.

## Életpályája
Tizenhét gyermekes családban született, édesapja, Horváth József orvos, anyja Verner Erzsébet volt. Fivére, Horváth Alajos (1824-1890) a magyar királyi államvasutak igazgatója, leánytestvérei, Krikay Ágostonné Horváth Amália és Lavatka Józsefné Horváth Katalin voltak. 1819 és 1825 között a szegedi piarista gimnázium diákja volt, ahol mind a hat osztály elvégezte, mindig első vagy második eminensként (mivel az akkori osztályzási rendszer rangsorolta a diákokat). 1825-től a váci papnevelő intézetben teológiát és történelmet tanult, 1828-ban a pesti egyetemen bölcsészdoktori oklevelet szerzett; 1831-ben pedig pappá szentelték. Egy ideig Dorozsmán, Kecskeméten, Nagykátán és Nagyabonyban káplánkodott, majd gróf Keglevich Gábor, utóbb pedig gróf Erdődy Kajetán fiai mellett volt nevelő. Az ismeretlen vidéki káplán csakhamar jó nevet szerzett magának a történettudomány terén való szereplésével. Három akadémiai jutalmat nyert, és az Akadémiának 1839-ben levelező, 1841-ben pedig vidéki rendes tagja lett. 1844-től a bécsi Theresianumban a magyar nyelv és irodalom tanára lett. Óráin nagy hangsúlyt fektetett a magyar nyelv sajátosságainak a megismertetésére. 1847-től hatvani prépost-plébános. Szabad idejét főleg a bécsi, soproni és kismartoni levéltárakban való kutatással töltötte.
1847. január 23-án nagy feltűnést keltett a kapucinusok templomában József nádor fölött tartott gyászbeszédével. Még ugyanazon évben hatvani prépost-plébános lett (innen későbbi álneve: Hatvani Mihály), és egy ideig nyugodtan élt tanulmányainak. Az 1848–49. évi események őt is elsodorták a csendes munkásság teréről. 1848 júliusában V. Ferdinánd király csanádi püspökké nevezte ki (ám sohasem szentelték föl), a függetlenségi nyilatkozat után pedig vallás- és közoktatásügyi miniszterhelyettes lett.
A szabadságharc leveretése után előbb Magyarországon bujdosott, majd főúri hölgyek közbenjárásával Lipcsébe és onnan Belgiumba menekült. A haditörvényszék halálra ítélte, és in effigie fel is akasztatta. A katolikus egyház kiközösítette, papi hivatalától eltiltotta, részben a szabadkőműves tagsága miatt, részben a Szent Korona elleni 1848–49-es tevékenysége (detronizáció) miatt. 18 évig száműzetésben élt különböző európai városokban (Párizs, Montmorency, Genova, Nizza, Firenze, Genf, 1856-tól ismét Brüsszel), ahol a magyar történelemre vonatkozó levéltári kutatásokkal foglalkozott. Kiadta az 1441 és 1652 közti magyar történelemre vonatkozó oklevelek hosszú sorát. (Magyar történelmi okmánytár, a brüsseli országos levéltárból és a burgundi könyvtárból. Összeszedte s lemásolta Hatvani Mihály. Monumenta Hungariae Historica. Diplomataria. I-IV. Kiadja a Magyar Tudományos Akademia Történelmi Bizottmánya. Pest, 1857-59).
Genfi emigrációja alatt 1864-ben megnősült, felesége Marie-Madeleine Voignoux később Völgyesire magyarosította a nevét. A polgári házasságból öt gyermek született, akik közül három fia gyermekkorban elhunyt. Leánya, Ernesztin Kristóffy Józsefhez ment nőül, Jenő fia pedig miniszteri titkár lett a földmívelésügyi minisztériumban s mint ilyen, a felvidéki kirendeltség főnöke Munkácson. Felesége Pálffy Mária.

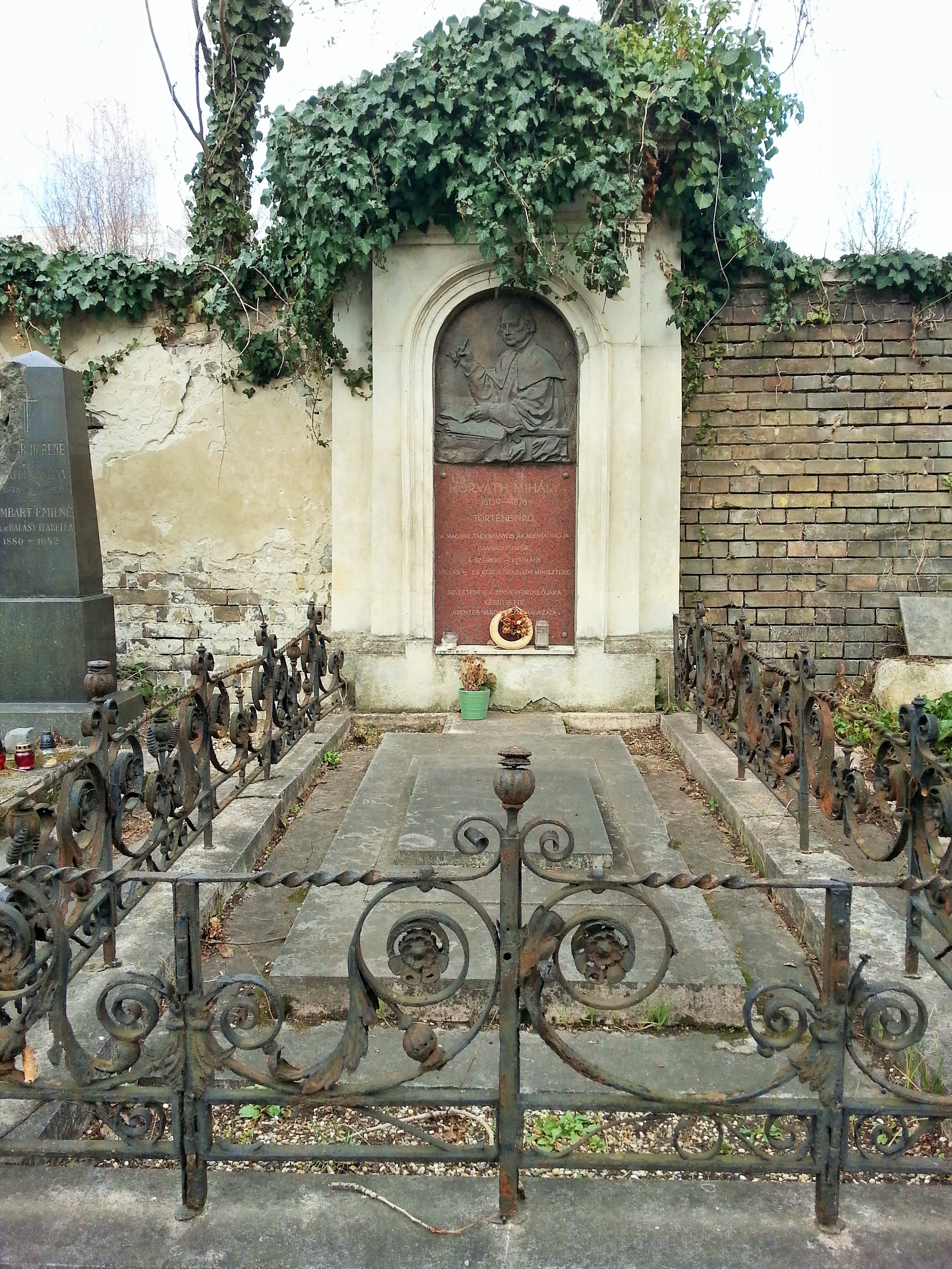
Horváth Mihály 2010-re felújított sírja a Fiumei úti sírkertben (Bal oldali falsírboltok, B-286. Máté István és Lantos Györgyi műve.

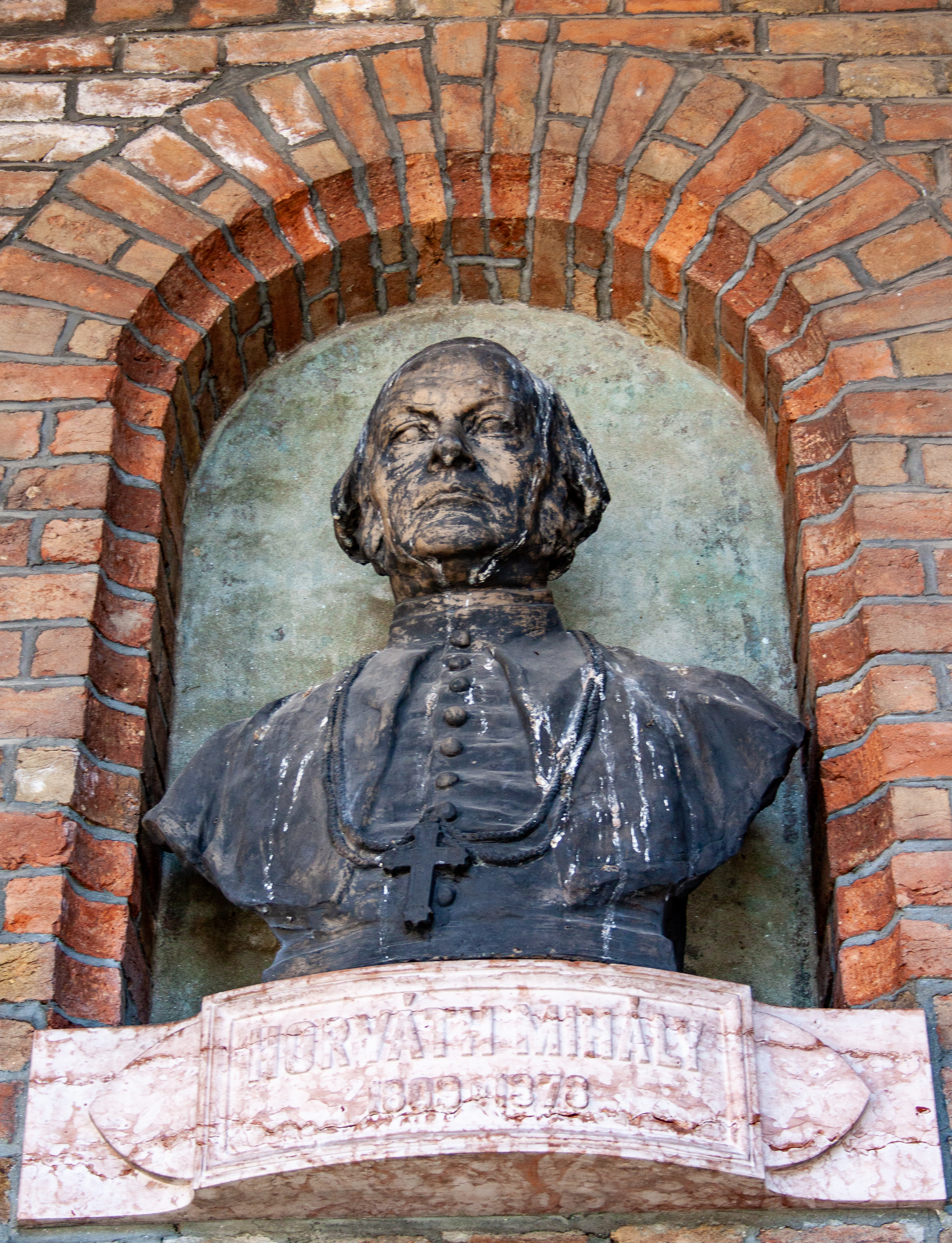
Mellszobra a szegedi Dóm téren

1867 elején a királyné és az Akadémia segítségével végre visszatérhetett Magyarországra, ahol köztiszteletnek örvendett. Szeged egyik kerülete országgyűlési képviselővé, a magyar történelmi társulat és az Akadémia második osztálya elnökévé választotta, a király történelemtanárnak hívta meg a trónörökös mellé, tribunici címzetes püspökké nevezte ki és a vaskai javadalmas apátságot adományozta neki.
A magyar történetírás kiemelkedő alakja. Liberális, függetlenségi szellemű történeti munkáival a magyar polgári átalakulás ügyét szolgálta. A magyar történelem fő tendenciájának a szabadság kivívására és folyamatos megtartására irányuló törekvést tartotta. Több publikációját Hatvani Mihály álnéven jelentette meg. A történész feladatát abban látta, hogy a letűnt nemzedékek életének és munkásságának minden mozzanatát felkutassa, és a forrásokat kellő kritikával kezelje.
Horváth Mihály a korabeli legnépszerűbb magyar történetírók egyike volt: nemcsak arra a korra gondolt, amelyről írt, hanem a közönségre is, akinek írt. Nemcsak kutató akart lenni, hanem buzdító, lelkesítő tanító is, aki mindig arra törekedett, hogy a 19. század vezéreszméit hirdesse.
A Magyar Tudományos Akadémia 1839. november 23-án levelező, 1841. november 23-án pedig rendes taggá választotta. A magyar honvédelem történeti vázlata című székfoglaló előadása 1842. november 22-én hangzott el. 1871. május 17-én az igazgató tagságot nyerte el. 1870. január 15. – 1878. augusztus 19. között a II. Osztály elnöki tisztségét látta el. 1867-ben a Magyar Történelmi Társulat ideiglenes elnöke, 1867-77-ben első alelnöke, 1877-től haláláig elnöke. 1868-tól a Kisfaludy Társulat rendes tagja. Háromszor részesült – 1840., 1867., 1873. – a Magyar Tudományos Akadémia Nagyjutalmában.
Mindegyik művét átlengi az erős hazafi-érzés, a szabadság, alkotmány és haladás érdekei iránti lelkesedés, ami írásainak nagy szubjektivitást kölcsönöz.
Szokatlan volt még egy katolikus pap részéről a vallási kérdésekben mutatkozó pártatlansága is. 1849-ben például a papi nőtlenség, és a szerzetesség eltörlésének és az egyházi javak és alapítványi vagyonok közös alapba helyezésének szószólója volt.
Sírja a Fiumei úti sírkert bal oldali falsírboltok (B-286.) alatt található. A síremlék 1881-ben Gerster Kálmán kivitelezésében készült el, mellszobra – Dunaiszky László műve – állt a sír boltíve előtti talapzaton, melyet az 1990-es években elloptak. A 2009-ben felújított síremlékre a Lantos Györgyi és Máté István házaspár 1992-ben készített reliefje került.

## Művei
- Gróf Nádasdy Tamás' élete, némi tekintettel korára, Buda, 1838
- Az ipar és kereskedés története Magyarországon a három utolsó század alatt, Buda, 1840
- Az ipar és kereskedés története Magyarországon a XVI. sz. közepéig, Pest, 1842
- A magyarok története → elektronikus elérhetőség, Pest (1842–1846 halad). A második kiadás 1860–1863 között jelent meg 6 kötetben, és 1815-ig terjed, a 3. kiadás 1871–1873 között 8 kötetben.
- A magyarok története rövid előadásban, Pest, 1862.
- Párhuzam az Európába költözködő magyar nemzet és az akkori Európa polgári és erkölcsi műveltsége között, Pest, 1847
- Huszonöt év Magyarország történetéből (1823-48), Genf, 1864
- Kurzgefasste Geschichte Ungarns (In deutscher Übersetzung), Pest, 1863
- Magyarország függetlenségi harcának története 1848 és 1849-ben, Genf, 1865
- Történelmi zsebkönyv, 1867
- Kisebb történelmi munkái, Pest, 1868
- Williams Roger életrajza, Pest, 1868
- Kossuth Lajos újabb leveleire. Pest: Ráth Mór. 1868.  - e-Könyvtár Szentes, 2016  (Reakcióként erre az írására: Válasz a válaszra. Horváth Mihálynak.)
- Zrínyi Ilona életrajza, Pest, 1869 Online
- Magyarország függetlenségi harczának története 1848 és 1849-ben, Pest, 1871
- Fráter György, Pest, 1871
- Magyarország történelme, Pest, 1871
- Erdély története : az ős-időktől korunkig, Kuliffay Edével, Kővári Lászlóval és Szilágyi Sándorral, Budapest, 1876
- A kereszténység első százada Magyarországon. Budapest: Ráth Mór. 1878.  - e-Könyvtár Szentes, 2016
- Huszonöt év Magyarország történelméből 1823-1848, Budapest, 1886
- Az 1514.-i pórlázadás, annak okai s következményei; előszó, jegyz. Szigethy Gábor; Magvető, Bp., 1986 (Gondolkodó magyarok)
- Polgárosodás, liberalizmus, függetlenségi harc. Válogatott írások; vál., sajtó alá rend., bev. Pál Lajos; Gondolat, Bp., 1986 (Történetírók tára)
- Az eltitkolt történelem. Válogatott szemelvények Horváth Mihály (1809–1878) csanádi püspök, történetíró A magyarok története című művéből; szerk. Horváth Mihály József; s. n., s.l., 2002
- Magyarország függetlenségi harczának története 1848 és 1849-ben; bev. Erdődy Gábor, szerk. Nádasdy Miklós, szöveggond. Kocsis Ferenc, Nádasdy Miklós; Equinter, Bp., 2015

## Emlékezete
- Szülővárosában Szentesen 1906 óta utca viseli a nevét[21]
- A szentesi Magyar Királyi Állami Főgimnázium 1922-ben felvette Horváth Mihály nevét[22]
- Budapesten a VIII. kerületben teret neveztek el róla